# Cúp Algarve 2014
Cúp Algarve 2014 (tiếng Anh: Algarve Cup 2014), giải bóng đá giao hữu thường niên diễn ra tại Algarve, Bồ Đào Nha từ 5 đến 12 tháng 3 năm 2014. Đức là đội tuyển vô địch của giải.

## Thể thức
Tại vòng bảng, 12 đội được chia làm ba bảng. Bảng A và B gồm các đội cạnh tranh chức vô địch. Vòng phân hạng gồm năm trận đấu: trận tranh hạng nhất giữa các đội đầu bảng, tranh hạng ba giữa các đội nhì bảng, tranh hạng năm giữa các đội thứ ba; đội nhất bảng C gặp đội cuối bảng có thành tích tốt hơn trong hai bảng A và B để tranh hạng bảy; đội nhì bảng C gặp đội cuối bảng còn lại để tranh hạng 9, các đội thứ ba và tư bảng C đá trận tranh hạng 11.
- Giờ thi đấu là WET (UTC±0).

## Vòng bảng

### Bảng A
| Đội        | Tr | T | H | B | BT | BB | HS | Đ |
| ---------- | -- | - | - | - | -- | -- | -- | - |
| Đức        | 3  | 3 | 0 | 0 | 9  | 1  | +8 | 9 |
| Iceland    | 3  | 2 | 0 | 1 | 3  | 6  | −3 | 6 |
| Trung Quốc | 3  | 1 | 0 | 2 | 1  | 2  | −1 | 3 |
| Na Uy      | 3  | 0 | 0 | 3 | 2  | 6  | −4 | 0 |

| Na Uy | 0–1      | Trung Quốc   |
| ----- | -------- | ------------ |
|       | Chi tiết | Dương Lệ 75' |

| Đức                                                            | 5–0      | Iceland |
| -------------------------------------------------------------- | -------- | ------- |
| Marozsán 7', 23' · Šašić 45' (ph.đ.) · Goeßling 59' · Popp 64' | Chi tiết |         |

| Na Uy         | 1–2      | Iceland                                 |
| ------------- | -------- | --------------------------------------- |
| Mykjåland 82' | Chi tiết | Edvardsdottir 48' · Þorsteinsdóttir 86' |

| Đức        | 1–0      | Trung Quốc |
| ---------- | -------- | ---------- |
| Mittag 79' | Chi tiết |            |

| Trung Quốc | 0–1      | Iceland      |
| ---------- | -------- | ------------ |
|            | Chi tiết | 90+1' (l.n.) |

| Na Uy                | 1–3      | Đức                                     |
| -------------------- | -------- | --------------------------------------- |
| Mykjåland 2' (ph.đ.) | Chi tiết | Laudehr 12' · Mittag 31' · Marozsán 55' |

### Bảng B
| Đội       | Tr | T | H | B | BT | BB | HS | Đ |
| --------- | -- | - | - | - | -- | -- | -- | - |
| Nhật Bản  | 3  | 2 | 1 | 0 | 4  | 2  | +2 | 7 |
| Thụy Điển | 3  | 2 | 0 | 1 | 4  | 2  | +2 | 6 |
| Đan Mạch  | 3  | 1 | 0 | 2 | 5  | 6  | −1 | 3 |
| Hoa Kỳ    | 3  | 0 | 1 | 2 | 4  | 7  | −3 | 1 |

| Nhật Bản   | 1–1      | Hoa Kỳ     |
| ---------- | -------- | ---------- |
| Miyama 82' | Chi tiết | Leroux 76' |

| Thụy Điển                   | 2–0      | Đan Mạch |
| --------------------------- | -------- | -------- |
| Asllani 15' · Rubensson 18' | Chi tiết |          |

| Thụy Điển   | 1–0      | Hoa Kỳ |
| ----------- | -------- | ------ |
| Schelin 23' | Chi tiết |        |

| Nhật Bản     | 1–0      | Đan Mạch |
| ------------ | -------- | -------- |
| Iwabuchi 43' | Chi tiết |          |

| Nhật Bản                       | 2–1      | Thụy Điển    |
| ------------------------------ | -------- | ------------ |
| Ōgimi 48' · Miyama 89' (ph.đ.) | Chi tiết | Sembrant 41' |

| Hoa Kỳ                               | 3–5      | Đan Mạch                                                                  |
| ------------------------------------ | -------- | ------------------------------------------------------------------------- |
| Press 59' · Leroux 65' · Rapinoe 68' | Chi tiết | Veje 24' · Nadim 35' · S. Sørensen 39' · Rasmussen 62' · K. Nielsen 90+2' |

### Bảng C
| Đội               | Tr | T | H | B | BT | BB | HS | Đ |
| ----------------- | -- | - | - | - | -- | -- | -- | - |
| CHDCND Triều Tiên | 3  | 3 | 0 | 0 | 6  | 1  | +5 | 9 |
| Nga               | 3  | 1 | 0 | 2 | 6  | 6  | 0  | 3 |
| Áo                | 3  | 1 | 0 | 2 | 5  | 7  | −2 | 3 |
| Bồ Đào Nha        | 3  | 1 | 0 | 2 | 4  | 7  | −3 | 3 |

| Nga            | 1–2      | CHDCND Triều Tiên              |
| -------------- | -------- | ------------------------------ |
| Morozova 90+2' | Chi tiết | Jong Yu-Ri 33' · Ra Un-Sim 90' |

| Bồ Đào Nha                | 3–2      | Áo                              |
| ------------------------- | -------- | ------------------------------- |
| Neto 15', 61' · Silva 27' | Chi tiết | Zadrazil 33' · Schnaderbeck 40' |

| Bồ Đào Nha | 1–3      | Nga                                  |
| ---------- | -------- | ------------------------------------ |
| Mendes 11' | Chi tiết | Pantyukhina 54', 76' · Korovkina 60' |

| Áo | 0–2      | CHDCND Triều Tiên              |
| -- | -------- | ------------------------------ |
|    | Chi tiết | Kim Un-ju 57' · Ho Un-Byol 72' |

| Bồ Đào Nha | 0–2      | CHDCND Triều Tiên              |
| ---------- | -------- | ------------------------------ |
|            | Chi tiết | Ho Un-Byol 39' · Ra Un-Sim 54' |

| Áo                                    | 3–2      | Nga                       |
| ------------------------------------- | -------- | ------------------------- |
| Makas 19' · Prohaska 30' · Burger 88' | Chi tiết | Morozova 18', 62' (ph.đ.) |

## Vòng phân hạng

### Tranh hạng 11
| Áo                         | 2–1      | Bồ Đào Nha |
| -------------------------- | -------- | ---------- |
| Prohaska 2' · Zadrazil 27' | Chi tiết | Silva 72'  |

### Tranh hạng 9
| Nga          | 1–0      | Na Uy |
| ------------ | -------- | ----- |
| Sochneva 88' | Chi tiết |       |

### Tranh hạng bảy
| CHDCND Triều Tiên | 0–3      | Hoa Kỳ                          |
| ----------------- | -------- | ------------------------------- |
|                   | Chi tiết | Wambach 11', 58' · O'Reilly 88' |

### Tranh hạng năm
| Trung Quốc        | 1–1      | Đan Mạch                |
| ----------------- | -------- | ----------------------- |
| Dương Lệ 7'       | Chi tiết | Troelsgaard 87' (ph.đ.) |
| Loạt sút luân lưu |          |                         |
|                   | 5–4      |                         |

### Tranh hạng ba
| Iceland                  | 2–1      | Thụy Điển     |
| ------------------------ | -------- | ------------- |
| Þorsteinsdóttir 27', 31' | Chi tiết | Göransson 89' |

### Chung kết
| Đức                                    | 3–0      | Nhật Bản |
| -------------------------------------- | -------- | -------- |
| Keßler 46' · Mittag 50' · Marozsán 61' | Chi tiết |          |